# Richard Arnold Dümmer
Richard Arnold Dümmer, später Richard Arnold Dummer (* 1887 in Kapstadt, Kapkolonie; † 21. Dezember 1922 (nach anderen Quellen am 2. Dezember 1922) in Uganda) war ein britisch-südafrikanischer Gärtner, Pflanzensammler und botanischer Autor. Sein offizielles botanisches Autorenkürzel lautet „Dümmer“.

## Leben
Dümmer begann seine Karriere als Gärtnerlehrling unter George Herbert Ridley, den damaligen Kurator am Cape Town Municipal Garden. In seiner Freizeit sammelte er Pflanzen auf der Kap-Halbinsel, die er im Herbarium des South African Museum bestimmte. Im Jahr 1907 sandte er zahlreiche Exemplare von seltenen Pflanzen der Kap-Halbinsel an das South African Museum, von denen sich mehrere als neue Arten herausstellten. In den folgenden zwei Jahren sandte er weitere Exemplare aus Namaqualand und anderen westlichen Regionen der Kapprovinz an das Museum. Dazu gehörte im Jahr 1909 eine neue Art der Gattung Vangueria aus Transvaal.
Im Jahr 1910 war Dümmer Gärtner in den Royal Botanic Gardens (Kew) in London, die er im Jahr darauf wieder verließ, um Augustine Henry bei der Vorbereitung des Buches The Trees of Great Britain & Ireland zu assistieren, das sie gemeinsam mit Henry John Elwes im Jahr 1913 veröffentlicht hatte. Dümmer arbeitete anschließend in den Herbarien und Bibliotheken in Kew, dem British Museum of Natural History, der Linnean Society of London und an den Universitäten von Oxford, Cambridge und Edinburgh. Zwischen 1912 und 1914 veröffentlichte er zehn wissenschaftliche Artikel und Notizen zu südafrikanischen Pflanzen. Diese beinhalteten die Aufstellung der neuen Gattung Pearsonia, die Erstbeschreibung mehrerer neuer Arten und Beiträge zu den Gattungen und Familien Agathosma, Eugenia, Bruniaceae, Alepidea, Lotononis, Pleiospora, Combretaceae, Adenandra und Acmadenia. Zwei von den Artikeln, A revision of the genus Alepidea De la Roche und A synopsis of the species Lotononis, Eckl. & Zey., and Pleiospora, Harv., wurden im Jahr 1913 in den Transactions of the Royal Society of South Africa veröffentlicht. 
Im Jahr 1914 begann Dümmer für die Kivuvu Rubber Company in Kampala, Uganda, zu arbeiten. In seiner Freizeit sammelte er Bedecktsamer und Pilze und unternahm eine botanische Expedition zum Mount Elgon an der Grenze zwischen Uganda und Kenia. Über die Ergebnisse dieser Exkursion berichtete er 1919 im Artikel The vegetation of the crater and summit of Mount Elgon in der Zeitschrift Gardeners’ Chronicle.
Nach seiner Rückkehr nach Südafrika verbrachte er ein Jahr mit der Organisation und der Herbarisierung seiner Sammlungen. Im Jahr 1920 veröffentlichte er zwei Beiträge in den Annals of the Bolus Herbarium, einen über mehrere neue Arten der Gattung Adenandra und einen weiteren Artikel zur Gattung Agathosma.
Am 21. Dezember 1922 kam Dümmer im Alter von 35 Jahren bei einem Motorradunfall auf der Jinja Road nach Kampala ums Leben. 
Dümmer trug eine Sammlung von über 20.000 Herbarexemplaren zusammen. Diese werden in mehreren Herbarien in Südafrika und Übersee aufbewahrt, darunter im National Herbarium in Pretoria, im South African Museum, im South African National Biodiversity Institute in Claremont (Kapstadt), in den Royal Botanic Gardens (Kew), im Natural History Museum in London, im Royal Botanic Garden Edinburgh, im Missouri Botanical Garden, im Muséum national d’histoire naturelle und im United States National Herbarium der Smithsonian Institution.

## Ehrungen und Dedikationsnamen
Nach Dümmer sind folgende Arten benannt:
- Agathosma dummeri E.Phillips (1917)
- Allophylus dummeri Baker f. (1919)
- Andropogon dummeri Stapf (1919)
- Bothriocline dummeri (S.Moore) Wild & G.V.Pope (1977) (Synonyme: Erlangea duemmeri S.Moore, Volkensia duemmeri (S.Moore) B.L.Burtt)
- Dichapetalum dummeri M.B.Moss (1928)
- Diplachne dummeri Stapf & C.E.Hubb. (1927)
- Dirichletia duemmeri Wernham (1917)
- Hypericum × dummeri N.Robson (1985) Hybride (Hypericum calycinum L. × Hypericum forrestii (Chittend.) N.Robson)
- Marasmodes dummeri Bolus ex Hutch. (1916)
- Oldenlandia duemmeri (S.Moore) (1916)
- Orbea dummeri (N.E.Br.) Bruyns (2000)  (Synonyme: Stapelia dummeri N.E.Br., Angolluma dummeri (N.E.Br.) Plowes, Caralluma dummeri (N.E.Br.) A.C.White & B.Sloane, Pachycymbium dummeri (N.E.Br.) M.G.Gilbert)
- Polystachya duemmeriana Kraenzl. (1929)
- Sesbania dummeri E.Phillips & Hutch. (1921)
- Swertia duemmeriana T.C.E.Fr. (1923)
- Vernonia duemmeri S.Moore (1914)

Die Kew Guild, ein Zusammenschluss der Mitarbeiter der Royal Botanic Gardens (Kew), stiftete den Dümmer Memorial Prize, eine jährliche Auszeichnung für Studenten, die die beste Sammlung von britischen Pflanzen präsentieren.